# Konklave von Pisa 1410
Das Konklave von 1410 war die Versammlung der Kardinäle pisanischer Observanz, die nach dem Tod des Gegenpapst Alexander V. zur Wahl von Baldassare Cossa führte, der den Papstnamen Johannes XXIII. annahm. Das Konklave fand vom 14. bis zum 17. Mai 1410 in der Basilika San Petronio in Bologna statt.

## Geschichte
Von den 23 Kardinälen, die im Jahr zuvor am Konzil von Pisa teilgenommen hatten, waren in der Zwischenzeit zwei verstorben: Alexander V. als Papst und Pierre Blavi am 12. Dezember 1409. Andererseits war Ludovico Fieschi, der 1384 von Urban VI. zum Kardinal ernannt worden war, dazugestoßen, so dass nun 22 Kardinäle wahlberechtigt waren.

## Teilnehmer
- Enrico Minutoli († 1412), Kardinalbischof von Sabina, Dekan des Kardinalskollegiums
- Jean Allarmet de Brogny (um 1342–1426), Kardinalbischof von Ostia und Velletri
- Niccolò Brancaccio (um 1335/1340–1412), Kardinalbischof von Albano
- Pierre Girard, Kardinalbischof von Frascati.
- Angelo d’Anna de Sommariva (um 1340–1428), O.S.B.Cam., Kardinalpriester von Santa Pudenziana
- Pedro Fernández de Frías, Kardinalpriester von Santa Prassede
- Corrado Caracciolo (um 1360–1411), Kardinalpriester von San Crisogono
- Francesco Uguccione († 1412), Kardinalpriester von Santi Quattro Coronati
- Giordano Orsini der Jüngere († 1438), Kardinalpriester von San Lorenzo in Damaso
- Giovanni Migliorati († 1410), Kardinalpriester von Santa Croce in Gerusalemme
- Antonio Calvi, Kardinalpriester von San Marco
- Landolfo Maramaldo, Kardinaldiakon von San Nicola in Carcere Tulliano
- Rinaldo Brancaccio, Kardinaldiakon von Santi Vito, Modesto e Crescenzia
- Ludovico Fieschi, Kardinaldiakon von San Adriano
- Baldassare Cossa (um 1370–1419), Kardinaldiakon von San Eustachio
- Oddone Colonna (1368–1431), Kardinaldiakon von San Giorgio in Velabro
- Pietro Stefaneschi, Kardinaldiakon von Santi Cosma e Damiano
- Antoine de Challant (1340/50–1418), Kardinaldiakon von Santa Maria in Via Lata

## Abwesende Kardinäle
- Gui de Malesec, Kardinalbischof von Palestrina
- Antonio Caetani (um 1360–1412), Kardinalbischof von Porto und Santa Rufina
- Pierre de Thury, Kardinalpriester von Santa Susanna
- Louis de Bar (1370/75–1430), Kardinalpriester von Santi. XII Apostoli
- Amadeo di Saluzzo, Kardinaldiakon von Santa Maria Nuova

## Quelle
- The Cardinals of the Holy Roman Church, Conclaves of the 15th Century (1404–1492) (online, abgerufen am 15. März 2021)